# افغانستان در ۲۰۱۵
حوادث ذیل به ترتیب ماه‌ ها در سال ۲۰۱۵ در افغانستان به‌ وقوع پیوست.

## متولیان امور
- رئیس‌جمهور: اشرف غنی
- رئیس اجرائیه: عبدالله عبدالله
- قاضی‌القضات: عبدالسلام عظیمی

## حوادث

### ژانویه
- ۵ ژانویه – یک بمب انتحاری در کنار ساختمان مأموریت پلیس اتحادیه اروپا در افغانستان انفجار کرد که یک کشته و ۵ زخمی برجای گذاشت. طالبان مسؤلیت این حمله را به‌دوش گرفتند.[۱]
- ۱۴ ژانویه – حمله هوایی هواپیمای بدون سرنشین ایالات متحده آمریکا دست کم ۲ شبه‌نظامی القاعده را کشت که دو گروگان؛ وارن ویسنتین و گیوانی لوپورتو نیز به‌صورت غیرعمدی در این حمله جان باختند.[۲]
- ۱۵ ژانویه – مقامات امنیتی دولت افغانستان ۵ مرد را در کابل به اتهام دست داشتن در قتل‌عام یک مدرسه در سال ۲۰۱۴ در پشاور پاکستان دستگیر کردند.[۳]
- ۲۹ ژانویه – شورش طالبان
  - حملات طالبان در سراسر افغانستان ۱۷ کشته برجای گذاشت.[۴]
  - سه قراردادی آمریکایی در فرودگاه حامد کرزی کشته شدند.[۵]

### فوریه
- ۳ الی ۴ فوریه – نیروهای افغان، ایالات متحده آمریکا و ناتو مأموریتی را دولایت ننگرهار انجام دادند که در اثر آن ۶ جنگ‌جوی طالبان که پس از قتل‌عام یک مدرسه در سال ۲۰۱۴ در پشاور پاکستان تحت تعقیب بودند، دستگیر شدند.[۶]
- ۹ فوریه – طی حمله هواپیمای بدون سرنشین ایاالات متحده آمریکا در ولایت ولایت هلمند، ملا عبدالروف خادم، معاون فرمانده شاخه خراسان داعش (ISIL-K) و ۵ شبه‌نظامی دیگر کشته شدند.[۷]
- ۲۵ فوریه – بر اثر برف‌کوچ در شمال شرق افغانستان دست کم ۱۸۷ نفر جان باختند.[۸]
- ۲۶ فوریه – حمله انتحاری طالبان بر موتور دولتی ترکیه در کابل، دست کم جان یک نفر را گرفت.[۹]

### مارس
- ۲۴ مارس – در جریان سفر اشرف غنی و عبدالله عبدالله به ایالات متحده آمریکا، رئیس این کشور اعلام کرد که حدود ۹۸۰۰ سربازاش تا سال ۲۰۱۵ در افغانستان باقی خواهند ماند و همان‌گونه که در نخست برنامه‌ریزی شده بود، به ۵ هزار نفر کاهش نخواهد یافت.
- ۲۵ مارس – اردوی ملی افغانستان، طی یک یک سلسله عملیات‌ها در ولایات دایکند، غزنی و پروان ۲۹ شورشی را به قتل رسانیدند و ۲۱ تن دیگر را مجروح ساختند.[۱۰]

### آوریل
- ۱۸ آوریل – حمله بزرگ انتحاری در ولایت جلال‌آباد جان بیش از ۳۰ تن را گرفت و بیش از ۱۰۰ تن دیگر را زخمی کرد. سخن‌گوی داعش گفت این حمله کار آنان بوده‌است.[۱۱]
- ۲۴ آوریل – جنگ قندز آغاز شد.

### می
- در ۱۳ می ۲۰۱۵ چند فرد انتحاری به مهمان‌خانه پارک پالاس یورش بردند. نیروهای ویژه ناروی از یگان نیروی دریایی ویژه (Marinejegerkommandoen) که با سفیر استرالیا در کابل در تماس مستقیم بودند، در زمینه نجات ۳۷ گروگان استرالیایی نقش مرکزی داشتند.[۱۲]
- اواخر می – گفت‌گوهای محرمانه میان فرستاده صلح افغانستان و نمایندگان طالبان در شهر ارومچی چین برگزار شد. گفته شده بود که این نشست از سوی آی‌اس‌آی زمینه‌سازی شده‌است.[۱۳][۱۴]

### ژوئن
- حمله بر پارلمان افغانستان در سال ۲۰۱۵ – طالبان با استفاده از یک بمب انتحاری، تفنگ‌ها و آرپی‌جی بر پارلمان افغانستان حمله کردند که یک زن کشته شده و ۳۰ غیرنظامی دیگر جراحت برداشتند.

### ژوئیه
- ۷ ژوئیه – شاهد الله شاهد، سومین فرمانده ارشد گروه داعش در افغانستان همراه با ۵ تروریست دیگر در یک حمله هواپیمای بدون سرنشین آمریکا در ولایت ننگرهار کشته شدند.[۱۵]
- ۱۳ ژوئیه – در یک حمله انتحاری بمب انتحاری در نزدیکی کمپ چپمن، اقامتگاه نیروهای افغان و بین‌المللی در ولایت خوست، دست کم ۳۳ نفر کشته شدند.[۱۶]
- ۲۰ ژوئیه – در اثر شلیک اشتباهی از هلی‌کوپتر اپاچی در جریان نبرد با شورشیان در ولایت لوگر، در جنوب کابل، ۸ سرباز نیروی امنیتی افغان کشته شدند و ۵ تن دیگر جراحت برداشتند.[۱۷][۱۸]

### اوت
- ۷ اوت – طی یک سلسله انفجارات در کابل، ۵۰ نفر کشته شدند و ۵۰۰ تن دیگر زخم برداشتند. طالبان مسؤلیت این حملات را به‌عهده گرفتند.[۱۹]
- ۱۰ اوت – یک فرد انتحاری طالبان بر یک ایست بازرسی نیروهای امنیتی افغان در نزدیک دروازه ورودی فرودگاه بین‌المللی کابل حمله کرد و ۵ تن را کشت.[۲۰]
- ۲۲ اوت – حمله انتحاری بر کاروان نیروهای ناتو در کابل، ۱۲ کشته و ۶۶ زخمی برجای گذاشت.[۲۱]
- ۲۶ اوت – در اثر یک حمله نفوذی در ولایت هلمند، دو سرباز ناتو جان باختند.[۲۲]

### اکتبر
- ۱ الی ۴ اکتبر – هواپیماهای ایالات متحده آمریکا، ۲۲ حمله هوایی را بر مواضع طالبان در ولایت قندز انجام دادند.[۲۳]
- ۲ اکتبر – یک هواپیمای C-130 ایالات متحده آمریکا در فرودگاه جلال‌آباد در یک حادثه غیرخصمانه سرنگون شد که در اثر آن ۱۲ تن جان باختند.[۲۴]
- ۳ اکتبر – یک فروند جنگنده AC-130 نیروی هوایی ایالات متحده آمریکا در جریان جنگ به مرکز تداوی تروما در قندز که از سوی سازمان دکتران بدون مرز (MSF) تمویل و رهبری می‌شد، حمله کرد. در این حمله، دست کم ۳۰ نفر کشته شدند و بیش از ۳۰ تن دیگر جراحت برداشتند.
- ۱۰ اکتبر – یک هلی‌کوپتر نوع " RAF Puma Mk2"حین نشست در مرکز مأموریت آموزشی و حمایوی ناتو در کابل سقوط کرد که ۵ پرسونل ناتو کشته شدند.[۲۵]
- ۷ الی ۱۱ اکتبر – در ولسوالی شوربک، ولایت قندهار طی یک حمله ۲۰۰ نفری نیروهای آمریکایی و آپریترهای ویژه افغان که با ۶۳ بار حملات هوایی حمایت شدند، احتمالاً بزرگ‌ترین مرکز آموزشی القاعده را نابود کردند که در اثر آن حدود ۱۶۰ تروریست القاعده کشته شدند. همچنین در همان روز، طالبان نیز بر کاروان نظامی بریتانیا در کابل حمله نمودند که هیچ تلفاتی به آن‌ها وارد نشد، هرچند ۷ افغان در آن جراحت برداشتند.[۲۶]
- ۱۳ اکتبر – یک جنگنده F-16 ایالات متحده آمریکا حین پرواز بر فراز ولایت پکتیا مورد اصابت گلوله سلاح‌های سبک شورشیان قرار گرفت و مجبور شد به پایگاه خود بازگردد.[۲۷]
- ۱۴ اکتبر – نیروهای افغان و آمریکایی پس از آن شهر قندز را دوباره تصرف کردند که طالبان از شهر خارج شدند.[۲۸]
- ۱۵ اکتبر – رئیس‌جمهور بارک اوباما اعلام نمود که ۹۸۰۰ سرباز کشورش را در سال ۲۰۱۶ و ۵۵۰۰ تن دیگر را در تا سال ۲۰۱۷ در افغانستان حفظ خواهد کرد و این نیروها را تا پایان سال ۲۰۱۶ به حدود ۱۰۰۰ سرباز کاهش نخواهد دهد.
- ۲۰ اکتبر – گروه طالبان ولسوالی باباجی ولایت هلمند را به تصرف خود درآورند.[۲۹]
- ۲۶ اکتبر – زلزله‌ای به بزرگی ۷٫۵ ریشتر در سلسله کوه‌های هندوکش در سال ۲۰۱۵، شمال شرق افغانستان را لرزاند و هندوستان و پاکستان را نیز تکان داد که دست کم ۲۶۰ نفر در اثر آن کشته شدند.[۳۰]

### نوامبر
- تاریخ نامعلوم – طالبان نیروهای پلیس را در مرکز ولسوالی مارجه ولایت هلمند محاصره نمودند و تهدید کردند که شهر را از کنترل آن‌ها به تصرف خود درخواهند آورد و راه را برای حمله به مرکز این ولایت باز خواهند کرد. اما در یک مأموریت نجات‌بخش توسط ۸ سرباز عملیات‌های ویژه آمریکایی که رهبری گروهی از سربازان افغان را به‌دوش داشتند، کنترل این ولسوالی را به‌دست خود گرفتند.[۳۱]
- تاریخ نامعلوم – گروهی از تکاوران/پیاده‌نظام‌های ارتش ایالات متحده آمریکا و نیروهای مبارزه علیه تروریسم، یک مرکز آموزشی القاعده را در یک «نبرد شدید» نابود کردند. این جنگ در جنوب شرقی افغانستان چندین روز طول کشید.[۳۲]
- ۲۵ نوامبر – اردوی ملی افغانستان عملیاتی را برای نجات گروگان‌های که طالبان آن‌ها را پس از سرنگونی هلی‌کوپتر شان در روز قبل در ولسوالی پشتون کوت ولایت فاریاب، دستگیر کردند، آغاز کرد. طالبان از جمله ۲۱ سرنشنین هلی‌کوپتر، ۳ تن آنان را به قتل رسانیدند.[۳۳]

### دسامبر
- اوایل دسامبر – نیروهای ناتو حملات هوایی سنگینی را در چندین ولسوالی هلمند از جمله؛ مارجه، سنگین و باباجی انجام دادند. در یک عملیات مشترک دیگر، در ولسوالی نوزاد این ولایت، نیروهای ناتو و افغان عملیاتی نجات را انجام دادند که در اثر آن ۶۲ گروگان را از نزد طالبان که شامل سربازان پلیس و افراد غیرنظامی بودند، آزاد ساختند.
- ۵ دسامبر – یک گروه از تکاوران در جریان شب و در نزدیکی مرز افغانستان و پاکستان با نیروهای دشمن به درگیری مسلحانه پرداختند. حدود ساعت ۵ صبح، فرمانده آن‌ها پس از این‌که اطلاع حاصل نمود—یک گروه بزرگ‌تری دشمن در حال رسیدن است، از محل فرار کردند. یک هلی‌کوپتر از هنگ/غند ۱۶۰ هوانوردی عملیات ویژه (160th SOAR)، رسید که با شلیک شدید دشمن مواجه شد. هلی‌کوپتر اپاچی AH-64 کندک/گردان ۱ هنگ هوایی ۱۰۱ این هلی‌کوپتر را مشایعت می‌کرد ولی اپاچی مستقیماً خود را میان نیروهای آمریکایی، هلی‌کوپتر و نیروهای دشمن قرارداد تا علیه آن‌ها شلیک کند. در نتیجه، رهایی این سربازان از چنین وضعیتی موفقیت‌آمیز بود.[۳۴]
- ۸ دسامبر – طالبان بر فرودگاه قندهار حمله کردند که در نتیجه ۳۷ فرد شامل ۹ شورشی طالب کشته شدند و ۳۵ تن دیگر شامل یک شورشی زخم برداشتند.[۳۵]
- ۱۱ دسامبر – شبه‌نظامیان طالبان بر سفارت اسپانیا در کابل یورش بردند که در اثر آن ۹ نفر و مهاجمان جان باختند.
- ۱۷ دسامبر – نیروهای ویژه گروه الف، کندک یکم، گروه نیروهای ویژه ۱۹، تیمی از کماندوهای افغان را در یک عملیات پاکسازی دره خان نشین ولایت هلمند همراهی کردند. این نیروها، هنگامی‌که چندین ساختمان را پاکسازی می‌نمودند، درگیری صورت گرفت که منجر به کشته شدن ۲ افغان و زخمی شدن ۲ آمریکایی شد. علاوه برین، دست کم ۵ جنگ‌جوی دشمن به قتل رسیدند و یک کلا سبز (سرباز نیروی ویژه آمریکا) به دلیل عمل‌کرداش در این درگیری مدال «ستاره نقره‌ی» دریافت کرد.[۳۶]
- ۲۱ دسامبر – گروه طالبان یک حمله انتحاری را علیه تیم مشترک گزمه کننده ناتو در نزدیکی پایگاه هوایی قندهار انجام دادند که در آن ۶ نیروی هوایی آمریکایی کشته شدند.[۳۷][۳۸]
- ۲۵ دسامبر – اشرف غنی، رئیس‌جمهور افغانستان و نریندرا مودی، نخست‌وزیر هند، تعمیر جدید پارلمان افغانستان را افتتاح کردند. همچنین زلزلزله‌ای بخش‌های شمال افغانستان را تکان داد.[۳۹]